# Leon Pohle
Friedrich Leon Pohle, född den 1 december 1841 i Leipzig, Kungariket Sachsen, Kejsardömet Tyskland, död den 27 februari 1908 i  Dresden, Kungariket Sachsen, Kejsardömet Tyskland, var en tysk målare.
Pohle studerade i Dresden, Antwerpen och Weimar, där han verkade 1868–1877, och blev 1877 professor i Dresden. Från att ha målat genre- och historietavlor blev Pohle uteslutande porträttmålare. Han är representerad i flera tyska museer, bland annat i Dresden, Berlin och Leipzig.